# 반곡초등학교 (홍천군)
반곡초등학교는 대한민국 강원특별자치도 홍천군에 있는 공립 초등학교이다.

## 학교 연혁
- 1931년 4월 1일: 서성의숙 설립인가
- 1937년 10월 7일: 반곡 고령신씨종중 학교용지 기부
- 1941년 4월 5일: 반곡국민학교 설립인가
- 1941년 10월 5일: 개교

## 참고 자료
- 반곡초등학교 - 한국교육학술정보원 학교알리미